# Geografia da Bielorrússia
A Bielorrússia é um país independente situado na Europa de Leste. Tem fronteiras com a Polónia e a Lituânia a oeste; a Rússia a leste; a Ucrânia ao sul e a Letónia ao norte. 
A Bielorrússia tem uma área de 207 600 km². Embora não possua litoral, tem 11.000 lagos. Atravessam o país três grandes rios: o Neman, o Pripyat e o Dnieper. A Bielorrússia é relativamente plana e tem muitos pântanos. O maior território pantanoso é o Palesse. 

## Topografia

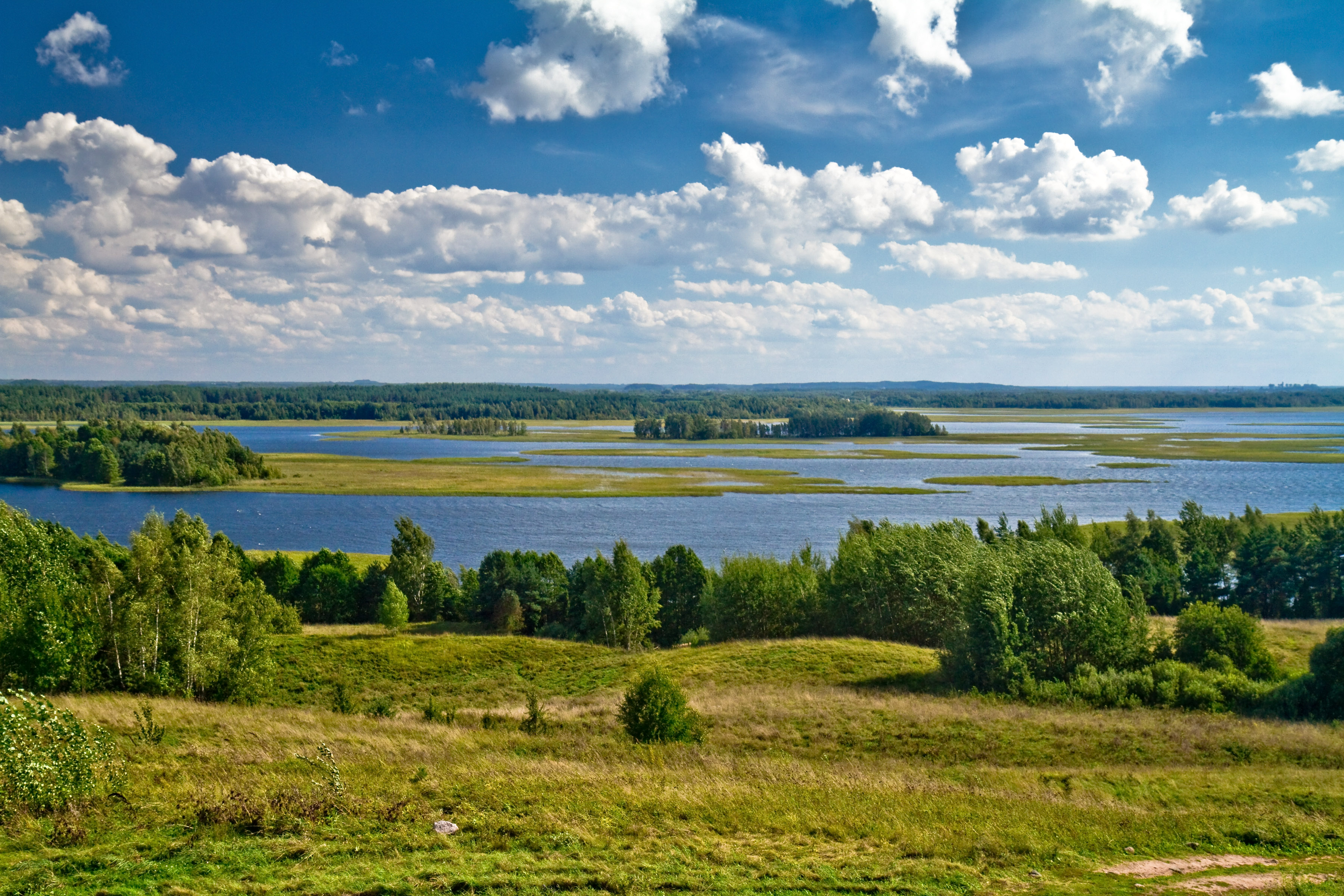
Lago Strusta, Raion Brasłaŭski, Voblast de Viciebsk.

O ponto mais elevado do país é a Dzyarzhynskaya Hara (colina de Dzyarzhynsk), com 346 m, e o seu ponto mais baixo é a margem do rio Neman, na fronteira lituana, a 90 m de altitude.

## Problemas ambientais
O mais notório legado de poluição da era soviética está ligado ao acidente nuclear de Chernobyl, ocorrido em 1986. Cerca de 70% da radiação  foi carregada para a Bielorrússia pelo vento, afetando pelo menos  25% do país  — especialmente os voblasts (províncias) de Homyel e Mahilyow, no sul e sudeste, e 22% da população. 